# 粗齿毛蕨
粗齿毛蕨（学名：Cyclosorus grossodentatus），为金星蕨科毛蕨属下的一个植物种。